# Marina Sbardella
Marina Sbardella (Roma, 27 aprile 1951) è una giornalista e dirigente sportiva italiana.

## Biografia
Figlia dell'arbitro Antonio e sorella dell'allenatore di calcio Enrico, comincia la sua carriera televisiva in Rai presentando il programma "Prossimanente - programmi per sette sere".
Nel 1976 diventa una delle "donne parlanti" di Renzo Arbore ne L'altra domenica. Dopo l'iscrizione all'Albo dei Giornalisti nel 1976, iniziò la carriera con il TG3. Passò successivamente a TMC, conducendo dal 1987 al 2001 i principali programmi sportivi della rete da "Galagol" a "Sportissimo" a "Mondocalcio", 4 edizioni di olimpiadi, mondiali ed europei di calcio.
Per TMC e successivamente per LA7 ha condotto i telegiornali sportivi della testata di cui è diventata responsabile con la nomina nel 2000 a caporedattore. Durante questo periodo divenne celebre anche per alcune gaffe commesse durante le dirette del notiziario e riproposte ironicamente dalla Gialappa's Band nel corso del programma Mai dire gol.
La Sbardella si è detta tuttavia non infastidita da ciò, sottolineando di ricordare con piacere tali anni. Ha partecipato a diverse edizioni de Il processo di Biscardi. Dal 1992 al 1997 è stata Presidente della Divisione Calcio Femminile della F.I.G.C. per la quale ha organizzato un campionato europeo in Italia (1993).
Durante il suo mandato la nazionale di Carolina Morace ha disputato 2 finali europee ed ha raggiunto la fase finale del mondiale USA 97. È stata la prima donna italiana dirigente sportivo a livello mondiale e membro della commissione calcio femminile della FIFA dal 1992 al 2016 per la quale ha collaborato all'organizzazione di 10 edizioni di campionato del mondo di calcio femminile.
È stata anche membro della task force FIFA 2000 che ha proposto la Video Assistant Referee (VAR) in campo all'International Football Association Board.
È stata anche delegato UEFA. Ha ricevuto numerosi premi tra i quali il "microfono d'argento", il "Paladino d'oro", il premio PanathlonLon, il premio Sportilia.

## Vita privata
È sposata con il collega Mario Giobbe, con cui ha una figlia.